# Camille Van De Casteele
Camille Van De Casteele (né le 27 juin 1902 à Sint-Andries et mort le 12 février 1961 à Bruges) est un coureur cycliste belge. Professionnel de 1920 à 1934, il a remporté deux étapes du Tour de France.

## Palmarès
- 1924
  - 3e du Circuit franco-belge
- 1925
  - Paris-Caen
  - 6e du Tour du Pays basque
- 1926
  - 16e étape du Tour de France
  - Paris-Caen
  - 3e de Paris-Angers
  - 9e de Paris-Roubaix
- 1927
  - 4e étape du Tour de France

## Résultats sur le Tour de France
- 1925 : abandon
- 1926 : 14e, vainqueur de la 16e étape
- 1927 : abandon (11e étape), vainqueur de la 4e étape
- 1928 : 14e
- 1929 : abandon (9e étape)